# Rhypopteryx lugardi
Rhypopteryx lugardi är en fjärilsart som beskrevs av Swinhoe 1903. Rhypopteryx lugardi ingår i släktet Rhypopteryx och familjen tofsspinnare. Inga underarter finns listade.